# Petaloptila bolivari
Petaloptila bolivari är en insektsart som först beskrevs av Cazurro y Ruiz 1888.  Petaloptila bolivari ingår i släktet Petaloptila och familjen syrsor. Inga underarter finns listade i Catalogue of Life.